# それでも歩は寄せてくる
『それでも歩は寄せてくる』（それでもあゆむはよせてくる）は、山本崇一朗による日本の漫画作品。『週刊少年マガジン』（講談社）2019年14号から連載開始、2023年50号を以て連載が終了した。2022年7月から9月までテレビアニメが放映された。
将棋部を舞台に繰り広げられる田中歩と八乙女うるしの高校生活を描いたラブコメディである。キャッチコピーは「この恋、詰むや詰まざるや……？」。話数表記は「第○局」。元々は作者のTwitterアカウントにおいて、1話4ページの形式で不定期に投稿されていた無題の漫画が原案となっており、2019年2月26日に『週刊少年マガジン』での連載とタイトルが発表された。
本作品を制作するにあたって、女流棋士の北尾まどかと、北尾が代表を務める株式会社ねこまどが監修協力を行っている。
『次にくるマンガ大賞2020』コミックス部門第3位を受賞した。2022年7月時点で累計発行部数は150万部を突破している。

## 登場人物
※声優は2019年8月CM / 2021年1月CM / アニメ。声優名1人の場合は、アニメ版のみであることを示す。
田中 歩（たなか あゆむ）
声 - 安元洋貴 / 細谷佳正 / 阿座上洋平
本作品の主人公。作品開始時点では高校1年生の少年。将棋は初心者であるが将棋部に所属している。
同じ部の先輩である八乙女うるしに対して恋心を抱いており、いつも大胆な言葉で攻めて彼女を照れさせているが、彼女に告白するのは将棋の勝負で勝つことができた時だと心に誓っているため、ポーカーフェイスを崩すことはなく、本人の前では頑なに恋心を認めようとしない。しかし、毎度彼女に勝つことは叶わず負けてばかりいるため、2人の関係は絶妙なバランスを保ったまま進展していない。
中学生の頃は剣道部に所属しており、徹底した守りの中で相手の一瞬の隙を突く戦法が取り柄で周囲からの評判も高かった。将棋でもその守りの戦法が顕著に現れてしまっているため、彼女には先を読まれて先手を打たれてしまう。
うるしとは対照的に、剣道部所属だっただけあり運動神経は抜群。
八乙女 うるし（やおとめ うるし）
声 - 井口裕香 / 小原好美 / 中村カンナ
本作品のヒロイン。作品開始時点では高校2年生の少女。
頭髪はやや赤みを含んだ薄い紫色で、前髪は切らずに大部分を顔の左右に流しているが、一部は両目の間に垂れており、耳より後ろの髪は左右に分けて三つ編みにした上で体の前に垂らしている。瞳の色は茶色。
当初から「将棋部の部長」を名乗っていたが、部員が足りないため、正式な部としては認められていなかった。
いつも、同じ部の後輩である田中歩に自分への恋心があることを認めさせようとするがことごとく失敗し、それどころか彼の甘い言葉の反撃を食らって赤面させられてしまうのがお決まりである。なんとか彼のことを照れさせようと奮闘するも、やはり彼のほうが常に一枚上手である。誕生日が田中歩の一日後。
成績は優秀で、彼女の言葉によれば「聞いているだけで上位に入ってしまう」らしい。反面、運動は苦手なようで体育祭を憂鬱に思っていた。思い出があり、贔屓にしている、お好み屋さんがある。
角竜 タケル（かくりゅう タケル）
声 - 郷田翼
田中の幼なじみの少年。中学では剣道部で風林火山の火と恐れられていた。田中に誘われて、将棋部に入部した。多忙というわけではないのに、謎の理由で将棋部の幽霊部員を引き受けた。桜子に想いを寄せている。「男らしさ」を信条にしている。
名字の「角竜」はうるしが「強そうだな！」と感想を言った。
御影 桜子（みかげ さくらこ）
声 - 羊宮妃那
催眠術を持つ歩やタケルと同級生の少女。図書委員。平安時代貴族のような、墨で点をついたような眉をしている。
いつも本を読んでいて、シャイな性格なのか、好意を持っているからなのかなぜかタケルとは目を合わせようとしない。タケルに好意を持っているが、タケルの想いには気づいていない様子。
歩とうるしの恋を気にかけている。
マキ
声 - 花澤香菜
うるしと同級生の女子生徒。恋愛方面に敏感で、うるしをからかったりして楽しんでいるがアドバイスを送ることもある。
凛からは将棋部の幽霊部員だが、うるしより強いと思われている。しかし、実際はルールや駒の動きどころか将棋そのものを知らない。
香川 凛（かがわ りん）
声 - 三川華月
田中とタケルの中学の剣道部の後輩で田中とタケルより1歳年下の少女。高校に入学し、田中と剣道で負けて、将棋部に入部。彼女が入部したことにより、正式な部になった。剣道部の練習をよく見に来ていた桜子とも知り合い。
相手の実力が自分より上か下かで、露骨に対応が変わる。田中を尊敬しており、剣道部時代は田中先輩と敬意を示した呼び方をしていたが、将棋で自分が勝って以降は田中さんと呼び、同様の理由でタケルのことも角竜さんと呼んでいる。小さい頃に習い事をたくさんし、将棋教室にも通っていた。田中より将棋が強い。実は田中のことが好きで、剣道の手合わせで田中に勝ったら告白しようとしていた。
自分で弁当を作るほど料理が上手く、本人曰く「割と家庭的で彼氏ができたら弁当を作ってあげたい」。食べ物に目がなく早弁するほどの食いしん坊だが、本人はそれを認めていない。
店長
声 - てらそままさき
うるし達がたまに行くお好み焼き屋の店長。うるしの祖父（故人）の友達で、うるしが幼少の頃から店で将棋を指していた。表向きは「（将棋を指す）たまり場にされては困る」と愚痴っているが、内心ではすぐに食べきれないほどの大きさもあるお好み焼きを作り、「食べている間は指しても良い」というくらいのツンデレ。
ひなの
声 - 工藤夕希
うるしの同級生の少女。糸目でたれ目。奈良と京都の修学旅行の時はうるしとマキと同じ班。大学生の彼氏がいるらしい。
ミク
声 - 鈴木絵理
うるしの同級生の少女。黒髪ポニーテール。奈良と京都の修学旅行の時はうるしとマキと同じ班。寺が好き。　
うるし父
声 - 立木文彦
うるしの父親。昔は将棋のプロを目指していたが夢破れて将棋嫌いになっていると思われている。長身。職人。勘が冴えており、うるしが、何処に行ったのかを察知したことがある。　
うるし母
声 - 大原さやか
うるしの母親。うるしに似ている。夫の性格を完全に把握しており、夫婦仲はとても良い。
巴（ともえ）
凛の同級生の少女。　

## 書誌情報
- 山本崇一朗 『それでも歩は寄せてくる』 講談社〈KCデラックス〉、全17巻
  1. 2019年7月4日第1刷発行（同日発売[13]）、ISBN 978-4-06-516105-0
  2. 2019年10月17日第1刷発行（同日発売[14]）、ISBN 978-4-06-517207-0
  3. 2020年2月17日第1刷発行（同日発売[15]）、ISBN 978-4-06-518457-8
  4. 2020年6月17日第1刷発行（同日発売[16]）、ISBN 978-4-06-519298-6
  5. 2020年10月16日第1刷発行（同日発売[17]）、ISBN 978-4-06-521014-7
  6. 2021年1月15日第1刷発行（同日発売[18]）、ISBN 978-4-06-521961-4
  7. 2021年4月16日第1刷発行（同日発売[19]）、ISBN 978-4-06-522888-3
  8. 2021年7月16日第1刷発行（同日発売[20]）、ISBN 978-4-06-524013-7
  9. 2021年10月15日第1刷発行（同日発売[21]）、ISBN 978-4-06-525144-7
  10. 2022年1月17日第1刷発行（同日発売[22]）、ISBN 978-4-06-526608-3
  11. 2022年4月15日第1刷発行（同日発売[23]）、ISBN 978-4-06-527538-2
  12. 2022年7月15日第1刷発行（同日発売[24]）、ISBN 978-4-06-528499-5
  13. 2022年11月17日第1刷発行（同日発売[25]）、ISBN 978-4-06-529709-4
  14. 2023年3月16日第1刷発行（同日発売[26]）、ISBN 978-4-06-530971-1
  15. 2023年7月14日第1刷発行（同日発売[27]）、ISBN 978-4-06-532191-1
  16. 2023年10月17日第1刷発行（同日発売[28]）、ISBN 978-4-06-533248-1
  17. 2023年12月15日第1刷発行（同日発売[29]）、ISBN 978-4-06-533936-7

## テレビアニメ
2021年1月にアニメ化が発表され、2022年7月から9月までTBS、BS-TBSほかにて放送された。

### スタッフ
- 原作 - 山本崇一朗[31]
- 監督 - 湊未來[31]
- シリーズ構成 - 赤尾でこ[31]
- キャラクターデザイン - 平田和也[31]
- プロップデザイン - 髙橋瑞紀
- 美術監督 - 中原英統
- 美術設定 - 藤瀬智康
- 色彩設計 - 吉田隼人
- 撮影監督 - 菊池優太郎
- 2Dワークス - 新谷優子
- 3D監督 - 小笠原努
- 編集 - 近藤勇二
- 音響監督 - 鐘江徹
- 音楽 - 成田旬
- 音楽制作 - ポニーキャニオン
- 音楽制作プロデューサー - 中村伸一
- アニメーションプロデューサー - 清水優人
- アニメーション制作 - SILVER LINK.[31]
- プロデューサー - 伊藤將彦、中村伸一、塩谷佳之、鈴木尚浩、金子逸人
- 製作 - 「それでも歩は寄せてくる」製作委員会（TBSテレビ、ポニーキャニオン、講談社、Days、SILVER LINK.）

### 主題歌
「駆け引きはポーカーフェイス」
花澤香菜によるオープニングテーマ。作詞は宮川弾、作曲・編曲はKOH。
「50センチ」
八乙女うるし（中村カンナ）によるエンディングテーマ。作詞は真崎エリカ、作曲は本多友紀、編曲は大熊淳生。

### 各話リスト
| 話数   | サブタイトル               | 脚本     | 絵コンテ | 演出     | 作画監督                                                                                 | 総作画監督        | 初放送日      |
| ------ | -------------------------- | -------- | -------- | -------- | ---------------------------------------------------------------------------------------- | ----------------- | ------------- |
| 第1話  | センパイは可愛いので       | 赤尾でこ | 湊未來   | 湊未來   | 今田茜 寿夢龍 髙橋瑞紀                                                                   | 平田和也          | 2022年 7月8日 |
| 第2話  | よろこんでほしいので       | 赤尾でこ | 湊未來   | 伊部勇志 | 久松沙紀 前嶋弘史 直木祥子 古谷梨絵 山本恭平 安藤香春                                    | 平田和也          | 7月15日       |
| 第3話  | 初デートがしたいので       | 赤尾でこ | 芝久保   | 廣田陽香 | 井本由紀 寿夢龍 山下詩織 田中彩 直木祥子 松田萌 ツブキケン 日影工房                      | 平田和也          | 7月22日       |
| 第4話  | 一緒に過ごしたいので       | 鈴森ゆみ | 湊未來   | 西本光咲 | 安藤香春 石田誠也 大槻南雄 古谷梨絵 小牧容子 鈴木FALCO 久松沙紀 武志鵬 山本恭平          | 平田和也          | 7月29日       |
| 第5話  | もっと知りたいので         | 赤尾でこ | 二瓶勇一 | 細田雅弘 | 髙橋瑞紀 田村正文 今田茜 井本由紀 寿夢龍                                                 | 平田和也          | 8月5日        |
| 第6話  | センパイからもらいたいので | 鈴森ゆみ | 澤井幸次 | 大内大和 | 櫻井拓郎 永田正美 はっとりますみ 洪範錫 松下純子 BigOwl                                  | 平田和也          | 8月12日       |
| 第7話  | 辞めるわけにはいかないので | 赤尾でこ | 芝久保   | 廣田陽香 | 安藤香春 久松沙紀 寿夢龍 井本由紀 澤入祐樹 都竹隆治 西田美弥子 直木祥子 古谷梨絵         | 平田和也          | 8月19日       |
| 第8話  | 譲れない役目なので         | 鈴森ゆみ | 金澤洪充 | 関根侑佑 | 原口渉 大槻南雄 直木祥子 井本由紀 三船智帆 上田彩朔                                      | 平田和也 山吉一幸 | 8月26日       |
| 第9話  | 思い出を作りたいので       | 赤尾でこ | 芝久保   | 細田雅弘 | 原口渉 前原薫 櫻井拓郎 井本由紀 大槻南雄 古谷梨絵 寿夢龍 渡部桂太 直木祥子 武志鵬 今田茜 | 平田和也 山吉一幸 | 9月2日        |
| 第10話 | 退けない勝負なので         | 鈴森ゆみ | 澤井幸次 | 大内大和 | 川口弘明 小牧容子 鈴木FALCO 直木祥子 長田雄樹 服部憲知 原口渉 久松沙紀 本田創一 山村俊了 | 平田和也          | 9月9日        |
| 第11話 | 強くなっていたいので       | 鈴森ゆみ | 湊未來   | 伊部勇志 | 髙橋瑞紀 井本由紀 古谷梨絵 安藤香春 寿夢龍                                               | 平田和也          | 9月16日       |
| 第12話 | 勝って伝えたいので         | 赤尾でこ | 湊未來   | 湊未來   | 歩宇 石田誠也 櫻井拓郎 武志鵬                                                            | 平田和也          | 9月23日       |

### 放送局
| 放送期間                | 放送時間                     | 放送局         | 対象地域   | 備考                      |
| ----------------------- | ---------------------------- | -------------- | ---------- | ------------------------- |
| 2022年7月8日 - 9月23日  | 金曜 1:28 - 1:58（木曜深夜） | TBSテレビ      | 関東広域圏 | 製作参加 / 字幕放送       |
| 2022年7月9日 - 9月24日  | 土曜 2:25 - 2:55（金曜深夜） | 熊本放送       | 熊本県     | 字幕放送                  |
| 2022年7月10日 - 9月25日 | 日曜 2:00 - 2:30（土曜深夜） | BS-TBS         | 日本全域   | BS放送                    |
| 2022年7月17日 - 10月2日 | 日曜 1:30 - 2:00（土曜深夜） | TBSチャンネル1 | 日本全域   | CS放送 / リピート放送あり |
|                         | 日曜 2:42 - 3:12（土曜深夜） | CBCテレビ      | 中京広域圏 | 字幕放送                  |

| TBSテレビ 金曜 1:28 - 1:58（木曜深夜） | TBSテレビ 金曜 1:28 - 1:58（木曜深夜） | TBSテレビ 金曜 1:28 - 1:58（木曜深夜） |
| 前番組                                 | 番組名                                 | 次番組                                 |
| -------------------------------------- | -------------------------------------- | -------------------------------------- |
| まちカドまぞく 2丁目                   | それでも歩は寄せてくる                 | 地縛少年花子くん（第1期、再放送）      |

### BD
| 巻 | 発売日         | 収録話         | 規格品番   |
| -- | -------------- | -------------- | ---------- |
| 上 | 2022年10月19日 | 第1話 - 第6話  | PCXP-50895 |
| 下 | 2022年12月21日 | 第7話 - 第12話 | PCXP-50896 |

### 注記
1. ↑  将棋を題材とした漫画だが、「歩」は「ふ」とは読まず「あゆむ」と読む。ただし作中で両者を間違える描写が出てくるので、「歩（ふ）」とかけたタイトルと解釈することも可能。
2. ↑  山本は便宜上、『将棋のやつ』と称していた。
3. ↑  つまり、「将棋部の部長」は自称。ただし、のちの香川の入部により、正式に部となったため、自身も正式に「部長」となった。